# Panorama du grand Canal pris d'un bateau
Panorama du grand Canal pris d'un bateau ("Panorama del Canal Grande visto da un battello") è un cortometraggio del 1896 diretto da Alexandre Promio.
Si tratta di una breve ripresa effettuata il 25 ottobre del 1896 lungo il Canal Grande nella città di Venezia, con la telecamera a bordo di una gondola. Il film ebbe la sua première il 13 dicembre 1897 a Lione. Fu molto probabilmente il primo film mai realizzato con una macchina da presa in movimento.